# Fernando Lizcano de la Rosa
Fernando Lizcano de la Rosa (Madrid, 12 de febrer de 1900 - Barcelona, 26 d'agost de 1936) va ser un militar espanyol.

## Biografia
Fill del coronel d'infanteria Fernando Lizcano Fernández, el 1916 va ingressar a l'Acadèmia d'Infanteria de Toledo. El 1921 va anar com a voluntari a la Legió Espanyola, i el 1922 va participar al desastre d'Annual, on fou ferit.
Va participar en la Guerra d'Àfrica, durant la qual va prendre part en nombroses accions militars al costat de la Legió, com les de Tizzi Azza i Sidi Mesaud (Melilla), que li van valer ser condecorat amb la Creu Llorejada de Sant Ferran i l'ascens a capità el 1926. Poc després fou nomenat ajudant de camp del general Millán Astray. Degut a les seves ferides el 1933 fou destinat al Regiment núm. 10 de Barcelona.
Des d'aquest destí va participar en la repressió dels fets del sis d'octubre i l'ocupació de la Generalitat. Va ser nomenat cap dels Mossos d'Esquadra des d'octubre de 1934 al febrer de 1936.
En esclatar la guerra civil es trobava destinat a Barcelona en situació de disponible. Llavors ostentava el rang de capità. En els plans dels colpistes, era previst que Lizcano de la Rosa tornés a ocupar la prefectura dels Mossos d'Esquadra una vegada s'haguessin fet amb el control de Barcelona. Al matí del 19 de juliol es trobava en la Capitania general de la IV Divisió Orgànica, on va acordar amb el capità López Belda fer-se càrrec de l'edifici i dominar a tots aquells oficials fidels a la República. Un cop fracassat el cop va ser fet presoner i confinat al vaixell Uruguay. Fou jutjat en consell de guerra presidit pel general Manuel Cardenal Dominicis, i fou condemnat a mort. Fou afusellat el 26 d'agost de 1936 als fossats del Castell de Montjuïc.